# Inwards
Inwards è il quarto album in studio del gruppo musicale Dew-Scented, pubblicato il 2002 dalla Nuclear Blast. 

## Tracce
1. Bitter Conflict – 3:41
2. Unconditional – 3:50
3. Life Ending Path – 3:40
4. Inwards – 3:02
5. Blueprints of Hate – 3:17
6. Locked in Motion – 4:20
7. Degeneration – 3:17
8. Terminal Mindstrip – 5:09
9. Feeling Not – 3:07
10. Reprisal – 4:32

## Formazione
- Leif Jensen - voce
- Florian Müller - chitarra
- Patrick Heims - basso
- Uwe Werning - batteria